# Čelić (Lopare)
Pour les articles homonymes, voir Čelić (homonymie).
Čelić (en serbe cyrillique : Челић) est un village de Bosnie-Herzégovine. Il est situé dans la municipalité de Lopare et dans la république serbe de Bosnie. Selon les premiers résultats du recensement bosnien de 2013, il compte 44 habitants.

## Histoire
Le village a été formé à partir d'une portion de la ville de Čelić située dans la fédération de Bosnie-et-Herzégovine.